# William Neale Lockington
William Neale Lockington est un zoologiste britannique, né en 1840 à Rugby et mort en 1902 à Worthing (Sussex de l'Ouest).
Il est conservateur à la California Academy of Sciences de 1875 à 1881.

## Liste partielle des publications
- 1880 : Description of a new species of Agonidae (Brachyopsis verrucosus) from the coast of California. Proc. U. S. Natl. Mus., v. 3 (no 122) : 60–63.
- 1880 : Descriptions of new genera and species of fishes from the coast of California. Proc. U. S. Natl. Mus., v. 2 (no 97) : 326–332.
- 1881 : List of the fishes collected by M.. W. J. Fisher upon the coasts of Lower California, 1876–77, with descriptions of new species. Proc. Acad. Nat. Sci. Phila., v. 33 : 113–120.